# Chu (okres Zhou)
Chu – chińskie państwo  istniejące między ok. VIII w. p.n.e., a 223 p.n.e. w Okresie Wiosen i Jesieni oraz Walczących Królestw. Początkowo nosiło nazwę Jing (荆), a następnie Jingchu (荆楚). Położone było w dorzeczu środkowego biegu Jangcy. U szczytu swej potęgi zajmowało ziemie dzisiejszych prowincji Hunan, Hubei i Henan, współczesnych miast wydzielonych Chongqing i Szanghaj, oraz fragmenty prowincji Jiangsu. Stolicą Chu było miasto  Ying (郢).
W 223 p.n.e. zostało podbite przez Qin Shi Huangdi. Po upadku dynastii Qin w 221 p.n.e. na krótko odzyskało niezależność i przez kilka lat opierało się wojskom Liu Banga.